# Przedłużacz rumpla

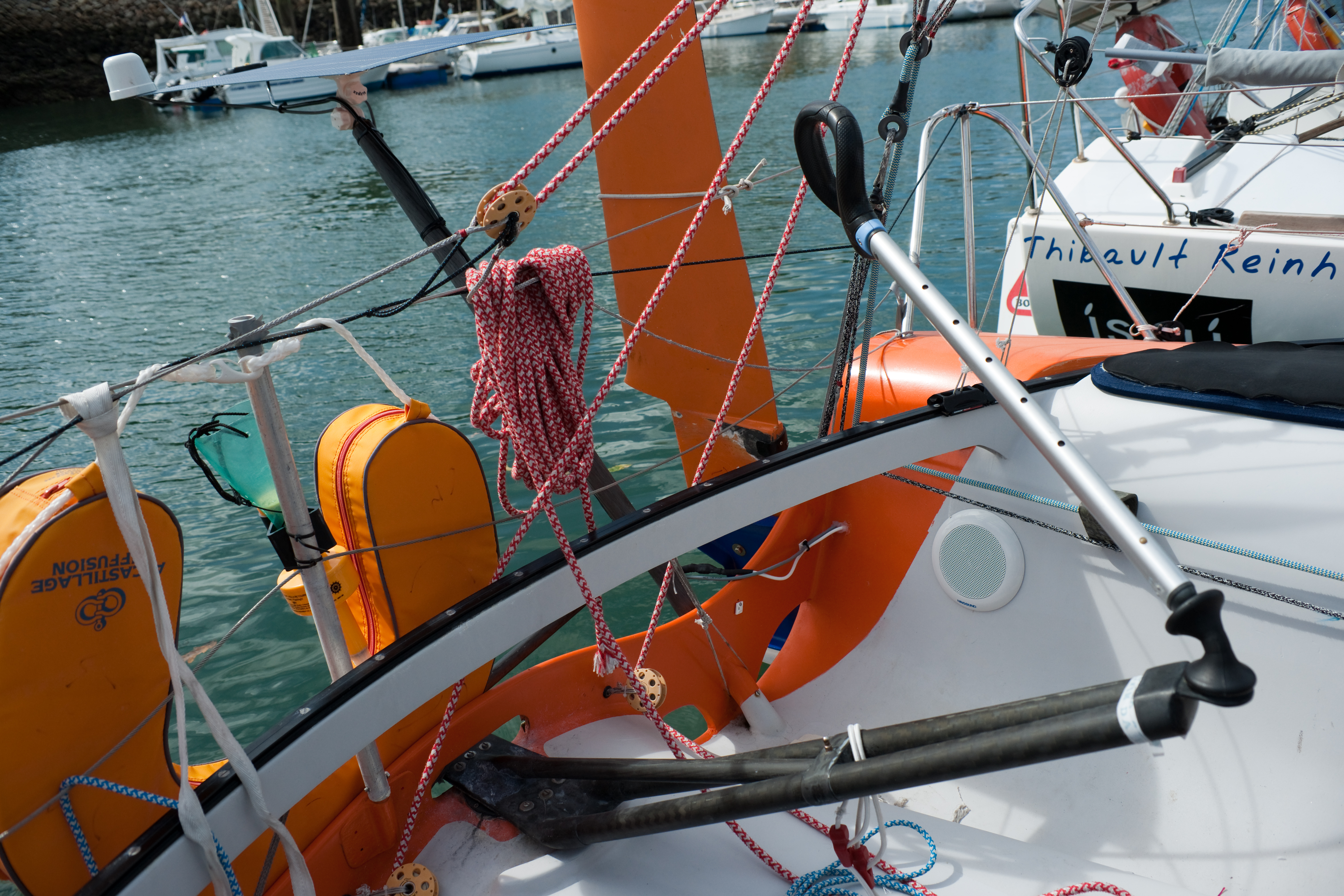
Rumpel z przedłużaczem

Przedłużacz rumpla (cepik) - w żeglarstwie jest to ruchome przedłużenie zamocowane do zakończenia rumpla po stronie przeciwnej od płetwy sterowej. Sternik może siedzieć na burcie, co pozwala na mocniejsze balastowanie podczas sterowania.